# Beryx
Beryx – rodzaj morskich ryb z rodziny beryksowatych (Berycidae), w języku polskim określanych nazwą beryksy. Ich mięso uważane jest za bardzo smaczne, jednak w połowach trafiają się rzadko.

## Cechy charakterystyczne
Charakteryzują się krótkim i krępym ciałem oraz dużymi oczami. Od spokrewnionego z nimi rodzaju Centroberyx różni je liczba promieni miękkich w płetwie odbytowej (25–30) i liczba łusek w linii bocznej (66–82). Beryks krępy, największy z gatunków i jednocześnie gatunek typowy rodzaju, osiąga do 100 cm długości całkowitej i 2,5 kg masy ciała.

## Zasięg występowania
Gatunki kosmopolityczne – Ocean Indyjski, Atlantyk oraz zachodnia i środkowa część Oceanu Spokojnego. Występują w wodach batypelagialnych na głębokościach do 1300 m, zwykle 200–600 p.p.m.

## Klasyfikacja
Gatunki zaliczane do tego rodzaju:
- Beryx decadactylus – beryks krępy[4]
- Beryx mollis
- Beryx splendens – beryks wspaniały[2], beryks szkarłatny[5], beryks[6]

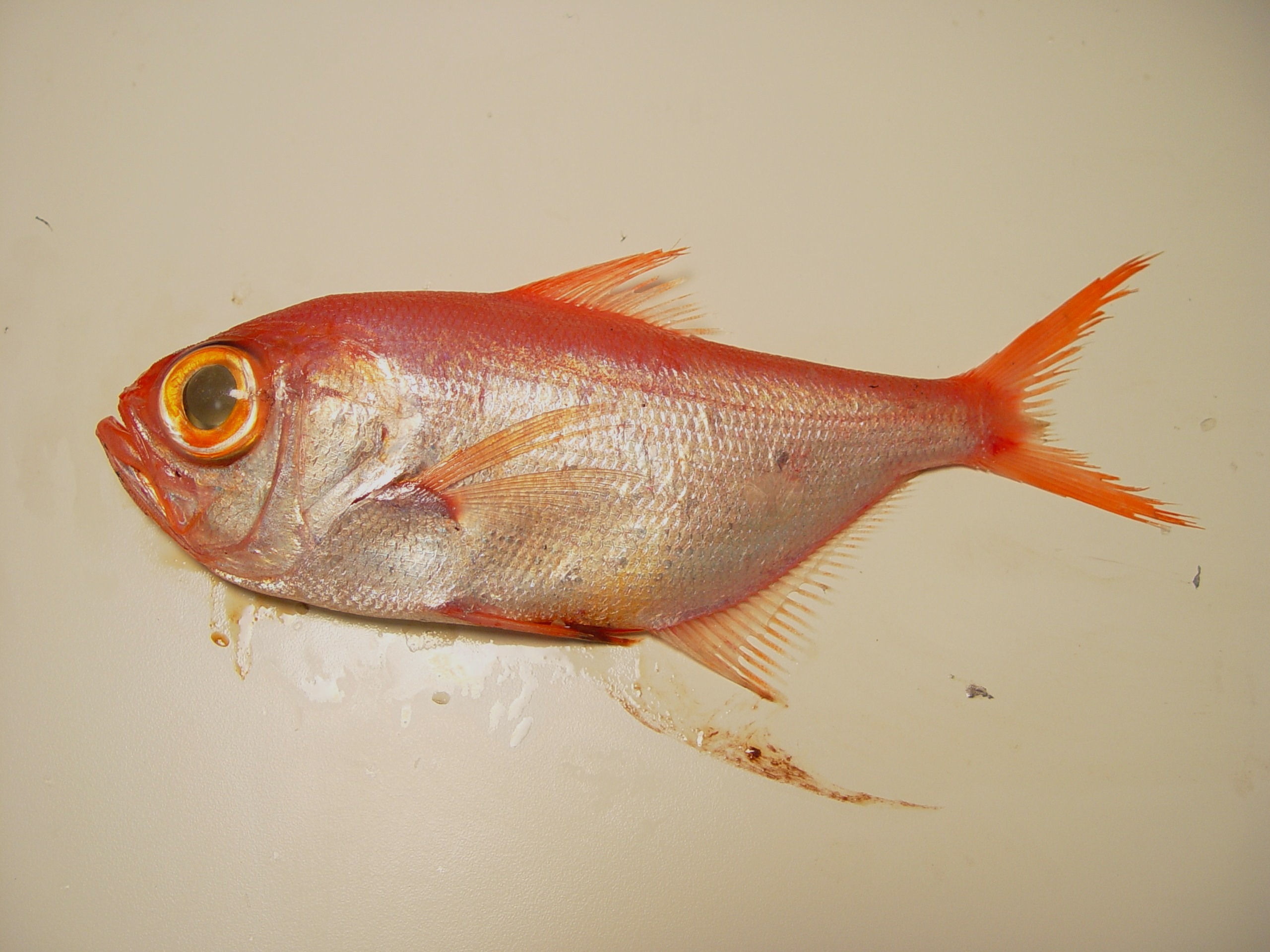
Beryx splendens